# Sand Bay (zatoka na wschód od Mahone Bay)
Sand Bay – zatoka (ang. bay) w kanadyjskiej prowincji Nowa Szkocja, w hrabstwie Lunenburg, na wschód od zatoki Mahone Bay; nazwa urzędowo zatwierdzona 2 lipca 1953.